# Florida State Road 7
Die Florida State Road 7 (kurz FL 7) ist eine in Süd-Nord-Richtung verlaufende State Route im US-Bundesstaat Florida.

## Streckenverlauf
Die State Road beginnt an der Kreuzung zum U.S. Highway 41 (Tamiami Trail) in Miami, die auch der südliche Endpunkt des U.S. Highway 441 ist. In Richtung Norden werden im Stadtgebiet von Miami die State Road 968 und der Miami River gekreuzt, bevor die Strecke bis zur Golden Glades Interchange in unmittelbarer Nähe parallel zur Interstate 95 führt. Dort besteht Anschluss an die State Road 9, an die State Road 826 (Palmetto Expressway), an den Florida’s Turnpike und an die Interstate 95. Bei Davie im Broward County wird die Interstate 595 (Port Everglades Expressway) gekreuzt. Die Strecke wird im Miami-Dade County nicht als State Road 7 ausgeschildert. Erst im Broward County taucht die Bezeichnung auf den grünen Schildern an Kreuzungen auf. Im Palm Beach County wird die Bezeichnung als State Road 7 neben dem U.S. 441 gleichberechtigt geführt. Der Highway begleitet die State Road bis Royal Palm Beach, wo er nach Westen zum Lake Okeechobee abzweigt. Die State Road 7 endet schließlich rund neun Kilometer nördlich am Persimmon Boulevard in Royal Palm Beach.

## Geschichte
Die Bezeichnung als State Road 7 wurde 1945 im Rahmen einer umfangreichen Neunummerierung des State Route-Systems von Florida eingeführt. 2007 bis 2011 endete die Straße im Süden während eines Brückenneubaus am Miami River. 2009 wurde bei Royal Palm Beach eine sechs Kilometer lange Umgehungsstraße eröffnet, die als Verlängerung der State Road 7 die State Road 704 mit dem Norden der Gemeinde am Persimmon Boulevard verbindet.